# Economia de l'antiga Grècia
L'economia de l'antiga Grècia es caracteritzava per la gran importància de l'agricultura, activitat que venia condicionada per la relativa pobresa dels camps de cultiu en consonància amb les característiques de la geografia de Grècia. Al començament del segle vi aC, es van desenvolupar l'artesania i el comerç (principalment marítim), que van tenir més rellevància durant el període clàssic.
Cal tenir en compte que el concepte «economia» des del punt de vista actual és relativament anacrònic i en aquells temps tenia un altre sentit. La paraula grega oikonomía (οἰκονομία) fa referència als oikos (οἶκος), que signifiquen la casa o el forn. Per tant, el diàleg de Xenofont titulat Oeconomicus està dedicat a la gestió de la llar i de l'agricultura. Els grecs no tenien un terme exacte per fer referència als processos d'elaboració de productes i intercanvi.
L'economista Murray Rothbard, però, comenta que si bé el concepte en si no existia, els antics filòsofs grecs tractaven amb qüestions que avui dia serien identificades com a econòmiques.

## Agricultura

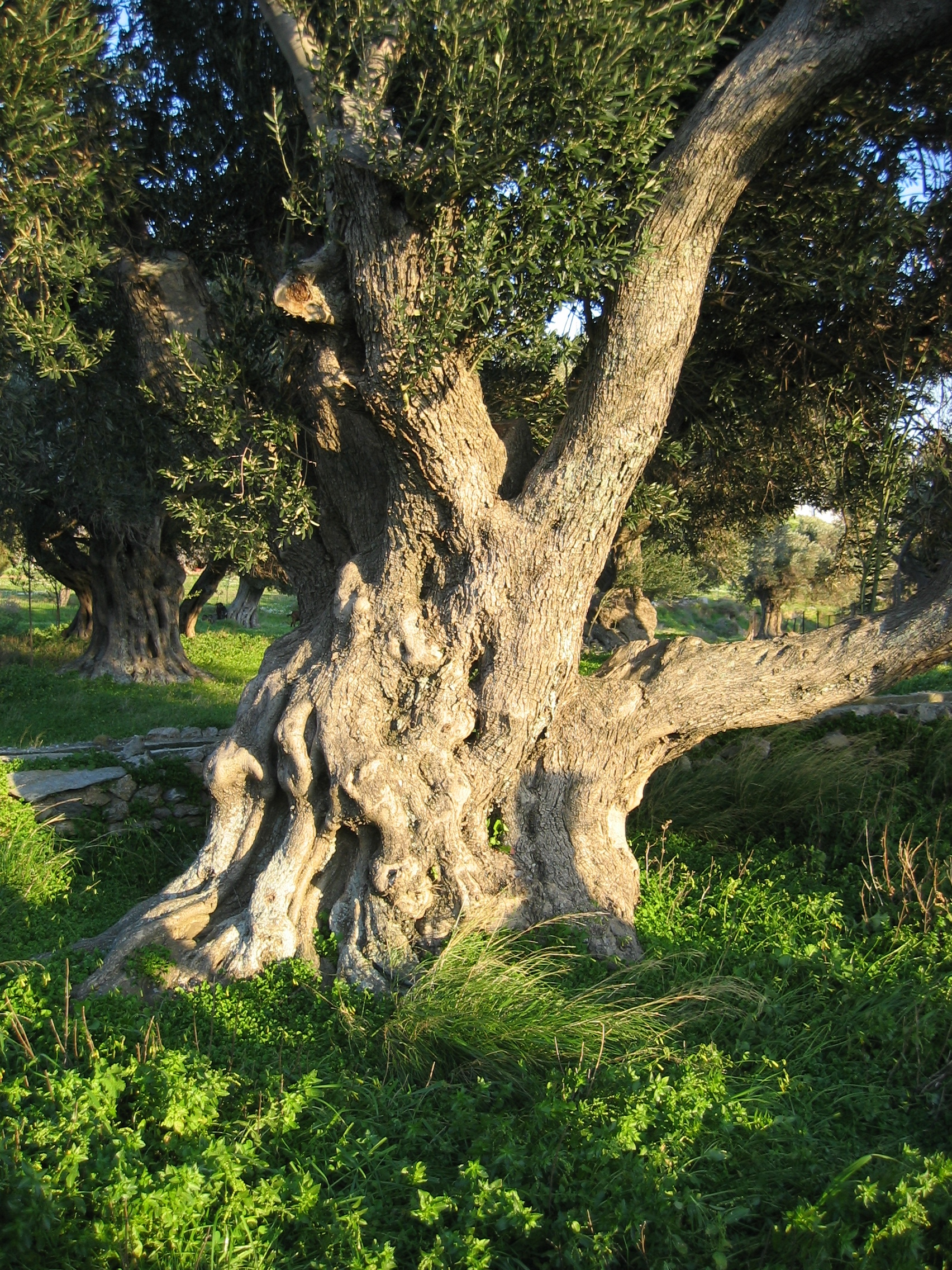
Una olivera a Eubea, arbre que és la base de l'agricultura grega

L'agricultura a l'antiga Grècia era la base de l'economia de la zona. Prop del 80 per cent de la població es dedicava a aquesta activitat. Sent una excel·lent tasca per al ciutadà comú, va donar llum a un estil de vida i a uns costums que van persistir durant tota l'antiguitat.
Els Geoponici (forma llatinitzada del grec Γεωπονικοι) és un terme que inclou els autors grecs i romans que van tractar aquesta qüestió en les seves obres de la ramaderia i l'agricultura. Molts llibres i compilacions destinats a la millora de les tècniques agrícoles i ramaderes són considerats pels grecs com tractats d'economia.

### Entorn natural
Exceptuant les ciutats de la costa d'Anatòlia, Grècia presentava unes condicions naturals relativament homogènies. Les muntanyes ocupaven el 80 per cent de l'espai disponible, i formaven part del seu territori un 90 per cent de les illes del mar Egeu. Això va reduir de forma significativa l'espai disponible per a l'agricultura i la cria d'animals. L'únic sòl que quedava disponible era de pobre qualitat, sec i dur. Només uns pocs terrenys com els de Messènia es van considerar fèrtils.
El clima mediterrani es caracteritza per presentar dues estacions: una seca i calorosa, des de l'abril fins al setembre, en què les conques dels rius tendeixen a assecar-se, i una segona que és humida i està marcada per violentes tempestes de pluja que porten els vents de l'oest, amb temperatures mitjanes que impedeixen la formació de gebre. Hi ha varietats dins d'aquest clima general. Per exemple, a les muntanyes els hiverns són més rigorosos i la neu abundant. A l'Àtica, les Cíclades, el sud del Peloponès i Creta, el clima és més àrid que a la resta de Grècia.

### Conreus

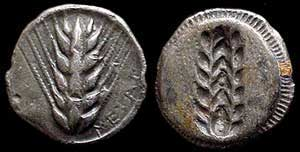
Moneda representant una espiga d'ordi, símbol de riquesa de la ciutat de Metapont, a la Magna Grècia.

En els primers temps de la història grega, com queda recollir a L'Odissea, l'agricultura grega, i la seva dieta, estava basada en el cultiu dels cereals: ordi (κριθαί/kritaí), blat (πύρος/pyros) i, menys sovint, mill. El terme general (σῖτος/sitos), traduït normalment per "blat", de fet pot designar qualsevol tipus de gra de cereal. En realitat, el 90% de la producció de cereal era ordi. Fins i tot, sabent els antics grecs que el blat tenia un gran valor nutricional, per a ells conrear ordi era més fàcil i alhora més productiu. S'ha intentat diverses vegades calcular la producció de gra a l'Àtica, però els resultats no han estat concloents.
En poc temps, la demanda de gra va sobrepassar les capacitats de la seva producció. L'"estretor" de la terra (στενοχωρία/stenokhôría) també explica per què els grecs van formar colònies a l'estranger, i la importància que els assentaments a Anatòlia tindrien per a l'imperi atenenc en controlar les provisions de gra.
D'altra banda, la terra grega era ideal per a les oliveres, que proporcionaven oli d'oliva. La plantació d'oliveres data de l'antiga Grècia. Plantar oliveres era invertir a llarg termini, ja que triguen més de vint anys a donar fruit, i donen fruit dos anys de cada tres. Les vinyes també sobreviuen en terra seca, però demanen molta cura. Se sap que es planten vinyes des de l'edat del bronze.
Aquestes plantacions base van augmentar amb el cultiu de verdura i llegums (cols, cebes, alls, llenties, cigrons, mongetes) i fruits (figa, ametlla, mangrana). També es conreaven plantes aromàtiques i espècies (sàlvia, menta, farigola, sajolida, orenga, etc.), així com plantes de llavors com lli, sèsam i rosella.

### Ramaderia

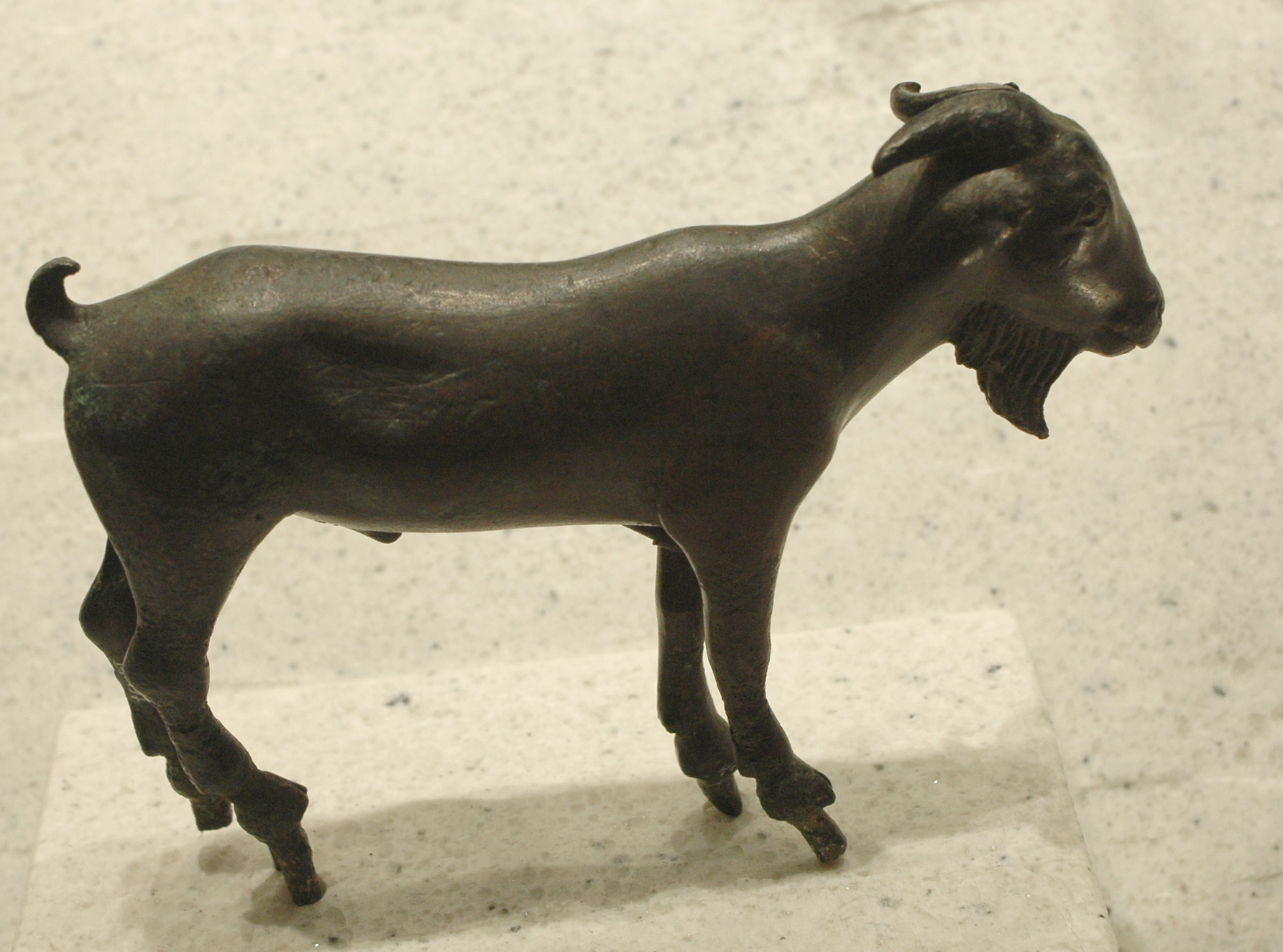
Cabra de bronze trobada al demo de Cefísia (Museu del Louvre)

La cria d'animals, vista sobretot com un signe de poder i riquesa en les obres d'Homer, no estava de fet molt desenvolupada a causa de les limitacions del terreny. Mentre que la civilització micènica estava familiaritzada amb la pastura de ramats, això es va reduir ràpidament com a resultat de l'expansió geogràfica a un terreny menys apropiat. Les cabres i ovelles aviat van arribar a ser la inversió més comuna, en ser menys difícils de criar i que proporcionaven carn, llana i llet, que normalment servia per fer formatges. També es criaven pollastres i oques. Els bous gairebé mai es feien servir com a animal de càrrega, però ocasionalment servien en els sacrificis d'animals o hecatombes. Els rucs, mules i altres sí que es criaven per a usar-los com a animals de càrrega.
També es criaven cavalls a les planes de Tessàlia i Argòlida. Era un animal de luxe, i la seva possessió significava un símbols d'aristocràcia, ja que eren molt costós per l'escàs nombre que es criaven. La major part de Grècia estava i està formada per turons i serres escarpades, que són poc adequades per a la cria de cavalls i altres equins. Segons Plini el Vell, l'alfals va ser introduïda a Grècia al voltant del 490 aC, durant la Primera Guerra Mèdica, possiblement en forma de llavors arribades amb el farratge de la cavalleria persa. Va passar a ser un cultiu habitual destinat a l'alimentació dels cavalls. Els núvols, una comèdia d'Aristòfanes de l'any 423 aC, il·lustra àmpliament com els atenencs presumien de tenir cavalls fins al punt de la presumpció: Fidípides, el fill del protagonista, és addicte a les curses de cavalls i per això arruïna el seu pare Estrepsíades.
La majoria dels pagesos criaven alguns animals, com aus de corral o altres animals de mida petita que pasturaven en erms o es menjaven les sobres del menjar. De vegades es combinaven les activitats pròpies de la granja amb les de la ramaderia, i molts es van especialitzar en aquesta última. Una inscripció esmenta a un tal Eubolar d'Elàtia, a Focea, que posseïa 220 cavalls i caps de bestiar i almenys 1.000 ovelles i cabres. Els ramats d'ovelles es traslladaven entre les valls a l'hivern i a les muntanyes a l'estiu. A les ciutats existien impostos especials per al pas dels ramats.

### Altres productes
Es feia servir molt sovint la fusta, principalment per a ús domèstic; les cases i els carros estaven fets d'aquest material, així com l'arada. En els grans boscos grecs situats a les muntanyes pasturaven cabres, i a més era on es produïa carbó de llenya. Aviat van faltar arbres i van haver d'importar fusta per a la fabricació de vaixells.
Finalment, l'apicultura permetia produir mel, l'únic substitut del sucre que coneixien els grecs. També es feia servir per a elaborar medicines i en la producció d'aiguamel.